# Thin Lizzy
Thin Lizzy is een Ierse hardrockband. De kern van de band vormden zanger en bassist Phil Lynott en drummer Brian Downey.
De samenstelling van de band wisselde in de loop der jaren regelmatig. Naast frontman zanger/bassist Phil Lynott waren de opmerkelijkste leden Brian Robertson en Scott Gorham. Gary Moore speelde gitaar op het album Black Rose. Kenmerkend voor de groep was de opstelling waarin twee leadgitaristen centraal stonden. Deze opstelling werd later vaak gekopieerd door bands als Iron Maiden. Phil Lynott stond bekend als een extravagante maar briljante zanger, bassist, componist en poëet.

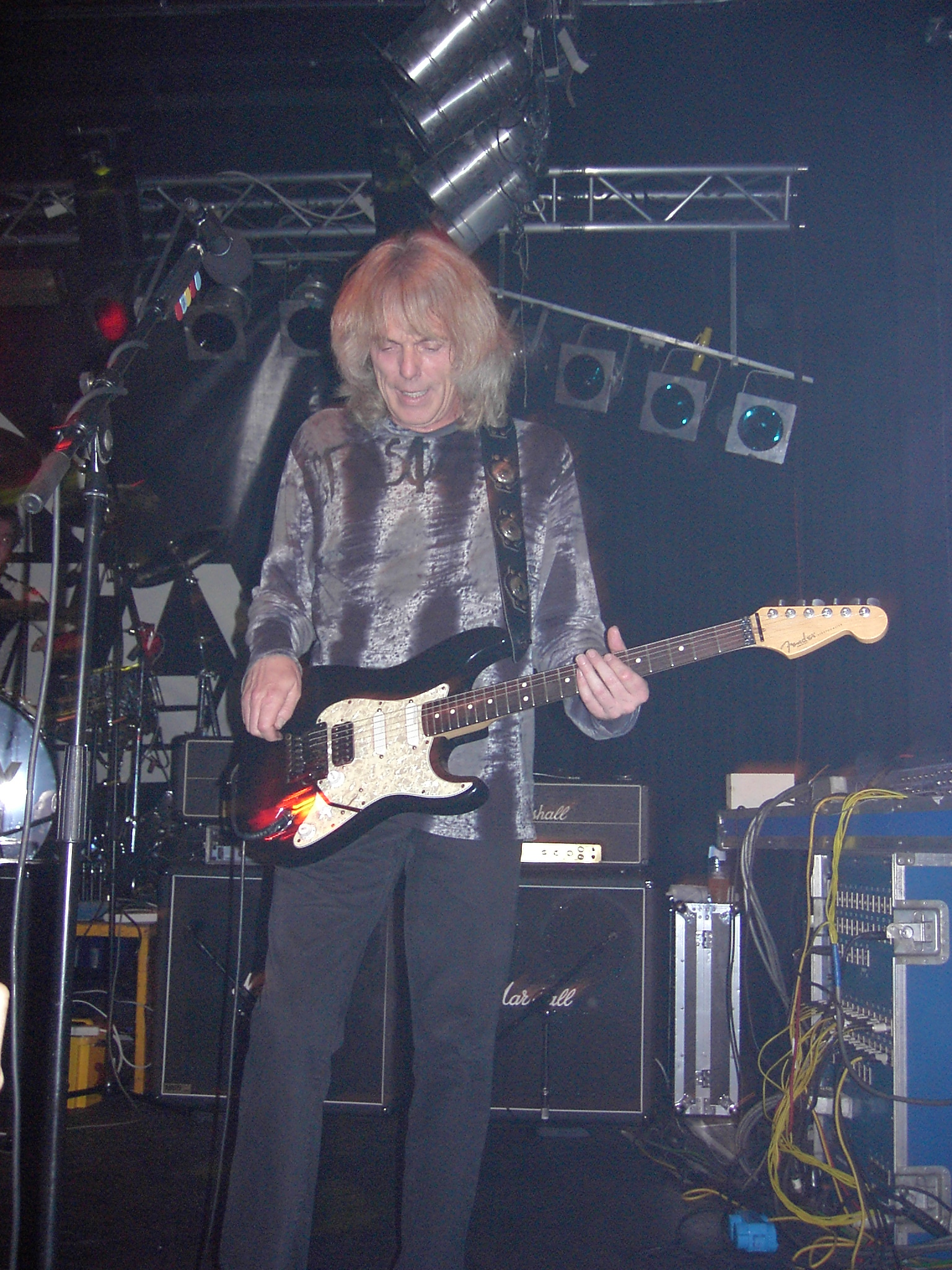
Scott Gorham met Thin Lizzy in De Bosuil in Weert, 2003

## Biografie
Een van de eerste nummers die de band uitbracht was "Whiskey in the jar", een hardrockuitvoering van een Ierse traditional. Later is dit nummer in een nog hardere versie door Metallica uitgebracht. De grote doorbraak van Thin Lizzy kwam echter met het nummer "The Boys Are Back in Town" (1976). In 1983 hield de groep op te bestaan. Lynott richtte aanvankelijk een andere band (Grand Slam) op, maar die kwam eigenlijk nooit echt van de grond. Solo heeft Lynott nog enkele successen gehad waarvan "Old Town" het bekendste is. Later is dit nummer gecoverd door The Corrs. Samen met Gary Moore werd "Parisienne Walkways" een klassieker. Minder bekend is "Kings' Call" met Mark Knopfler op gitaar.
Op 1ste kerstdag 1985 werd Lynott na een kerstfeest met spoed opgenomen in een kliniek in Salisbury, vanwege lever- en nierfalen. Hij overleed er uiteindelijk op 4 januari 1986 aan hartfalen en longontsteking. Het jarenlange gebruik van drugs, en dan met name heroïne, had zijn lichaam gesloopt.
Nog steeds vindt er ieder jaar tijdens de sterfdag van Philip Lynott een tribute-happening plaats in Dublin, Ierland, the Vibe for Philo, waarbij de moeder van Lynott (Philomena) altijd een prominente rol speelt en vele coverbands acte de présence geven. Ook Nederlandse Lizzy-coverbands hebben daar vaak gespeeld.
Op 19 augustus 2005, de dag voordat Philip Lynott 56 jaar zou zijn geworden, werd op Grafton Street in Dublin een levensgroot standbeeld van hem onthuld. De dag daarop werd ter ere van Philip een tribute-concert gegeven met als aanvoerder Gary Moore, geholpen door de belangrijkste oud-leden van Thin Lizzy: Brian Downey, Scott Gorham, Brian Robertson en Eric Bell.
Bij wijze van eerbetoon aan Lynott blies John Sykes in 1996 Thin Lizzy nieuw leven in. Hij haalde Scott Gorham, Brian Downey en Darren Wharton terug bij de band en stelde Marco Mendoza aan op de bas. De band speelde geen nieuw materiaal. In 1997 kwam Tommy Aldridge bij de band, ter vervanging van Downey. In deze line-up volgde in 2000 een nieuw live-album, One Night Only.
Ook in 2004 tourde de band weer, als speciale gasten op de tournee van Deep Purple. Bassist Randy Gregg en drummer Michael Lee hadden zich inmiddels bij de band gevoegd.
Later ging John Sykes terug toeren met zijn eigen muzikanten onder de naam John Sykes. De Thin Lizzy-tour van 2009 is hiermee komen te vervallen.
Het jaar nadien vormde Scott Gorham weer een nieuwe line-up van Thin Lizzy, die vanaf januari 2011 terug ging toeren. De eerste 13 concertdata in het Verenigd Koninkrijk werden gepland, met tevens een optreden tijdens de memorial in Dublin op 4 januari, de 25e sterfdag van Philip Lynott. Naast de originele bandleden Scott Gorham, drummer Brian Downey en toetsenist Darren Wharton completeerden voormalig Whitesnake-bassist Marco Mendoza, Def Leppard gitarist Vivian Campbell en The Almighty-zanger Ricky Warwick de line-up.
Op 6 februari 2011 overlijdt oud-Thin Lizzy bandlid Gary Moore en op 20 januari 2025 John Sykes.

## Discografie

### Albums
| Album met eventuele hitnotering(en) in de Nederlandse Album Top 100 | Datum van verschijnen | Datum van binnenkomst | Hoogste positie | Aantal weken | Opmerkingen   |
| ------------------------------------------------------------------- | --------------------- | --------------------- | --------------- | ------------ | ------------- |
| Thin Lizzy                                                          | 30-04-1971            | -                     |                 |              |               |
| Shades of a blue orphanage                                          | 10-03-1972            | -                     |                 |              |               |
| Vagabonds of the western world                                      | 21-09-1973            | -                     |                 |              |               |
| Nightlife                                                           | 08-11-1974            | -                     |                 |              |               |
| The beginning, vol 12                                               | 1974                  | -                     |                 |              | Verzamelalbum |
| Fighting                                                            | 12-09-1975            | -                     |                 |              |               |
| Jailbreak                                                           | 26-03-1976            | -                     |                 |              |               |
| Remembering - Part 1                                                | 08-1976               | -                     |                 |              | Verzamelalbum |
| Johnny the fox                                                      | 16-10-1976            | -                     |                 |              |               |
| Rocker (1971–1974)                                                  | 1977                  | -                     |                 |              | Verzamelalbum |
| Greatest hits                                                       | 1977                  | -                     |                 |              | Verzamelalbum |
| Bad reputation                                                      | 02-09-1977            | -                     |                 |              |               |
| Live and dangerous                                                  | 02-06-1978            | -                     |                 |              | Livealbum     |
| Black rose: A rock legend                                           | 13-04-1979            | -                     |                 |              |               |
| The continuing saga of the ageing orphans                           | 09-1979               | -                     |                 |              |               |
| Profile                                                             | 1979                  | -                     |                 |              | Verzamelalbum |
| The Japanese compilation album                                      | 25-02-1980            | -                     |                 |              | Verzamelalbum |
| Chinatown                                                           | 10-10-1980            | -                     |                 |              |               |
| The adventures of Thin Lizzy                                        | 27-03-1981            | -                     |                 |              | Verzamelalbum |
| Renegade                                                            | 15-11-1981            | -                     |                 |              |               |
| Lizzy killers                                                       | 1981                  | -                     |                 |              | Verzamelalbum |
| V.I.P.                                                              | 1981                  | -                     |                 |              | Verzamelalbum |
| Whiskey in the jar                                                  | 1981                  | -                     |                 |              | Verzamelalbum |
| Rockers                                                             | 12-1981               | -                     |                 |              | Verzamelalbum |
| Thin Lizzy - Die weisse serie                                       | 1982                  | -                     |                 |              | Verzamelalbum |
| Thunder and lightning                                               | 04-03-1983            | 19-03-1983            | 40              | 1            |               |
| Life                                                                | 16-10-1983            | -                     |                 |              | Livealbum     |
| Whiskey in the jar                                                  | 1983                  | -                     |                 |              | Verzamelalbum |
| The boys are back in town                                           | 11-1983               | -                     |                 |              | Verzamelalbum |
| The best of Thin Lizzy                                              | 1983                  | -                     |                 |              | Verzamelalbum |
| The collection                                                      | 11-1985               | -                     |                 |              | Verzamelalbum |
| Whiskey in the jar                                                  | 04-1986               | -                     |                 |              | Verzamelalbum |
| Soldier of fortune                                                  | 11-1987               | -                     |                 |              | Verzamelalbum |
| Lizzy lives                                                         | 03-1989               | -                     |                 |              | Verzamelalbum |
| Dedication: The very best of Thin Lizzy                             | 04-02-1991            | -                     |                 |              | Verzamelalbum |
| BBC Radio One live in concert                                       | 18-09-1992            | -                     |                 |              | Livealbum     |
| The Peel sessions                                                   | 1994                  | -                     |                 |              | Livealbum     |
| Wild one: The very best of Thin Lizzy                               | 09-01-1996            | -                     |                 |              | Verzamelalbum |
| Whiskey in the jar                                                  | 1996                  | -                     |                 |              | Verzamelalbum |
| Master series                                                       | 1998                  | -                     |                 |              | Verzamelalbum |
| The boys are back in town: Live in Australia                        | 07-12-1999            | -                     |                 |              | Livealbum     |
| Classic Thin Lizzy                                                  | 1999                  | -                     |                 |              | Verzamelalbum |
| Die grössten hits                                                   | 1999                  | -                     |                 |              | Verzamelalbum |
| One night only                                                      | 20-06-2000            | -                     |                 |              | Livealbum     |
| Millennium edition                                                  | 2000                  | -                     |                 |              | Verzamelalbum |
| The boys are back in town                                           | 06-12-2000            | -                     |                 |              | Verzamelalbum |
| Vagabonds, kings, warriors, angels                                  | 26-02-2002            | -                     |                 |              | Boxset        |
| The hero and the madman                                             | 2002                  | -                     |                 |              | Verzamelalbum |
| Gold collection                                                     | 2003                  | -                     |                 |              | Verzamelalbum |
| Inside Thin Lizzy 1971–83                                           | 2003                  | -                     |                 |              | Verzamelalbum |
| Classic rock masters                                                | 2003                  | -                     |                 |              | Verzamelalbum |
| Greatest hits                                                       | 07-06-2004            | -                     |                 |              | Verzamelalbum |
| The definitive collection                                           | 20-06-2006            | -                     |                 |              | Verzamelalbum |
| The silver collection                                               | 2007                  | -                     |                 |              | Verzamelalbum |
| UK tour '75                                                         | 08-09-2008            | -                     |                 |              | Livealbum     |
| Still dangerous - Live at the Tower Theatre Philadelphia 1977       | 02-03-2009            | -                     |                 |              | Livealbum     |
| The boys are back in town                                           | 2010                  | -                     |                 |              | Verzamelalbum |
| Live in London 2011 - 22.01.2011 Hammersmith Apollo                 | 2011                  | -                     |                 |              | Livealbum     |
| Live in London 2011 - 23.01.2011 Indigo2                            | 2011                  | -                     |                 |              | Livealbum     |
| High Voltage festival - Recorded live - July 23rd 2011              | 2011                  | -                     |                 |              | Livealbum     |
| At the BBC                                                          | 2011                  | -                     |                 |              | Livealbum     |
| Waiting for an alibi                                                | 2011                  | -                     |                 |              | Verzamelalbum |
| Icon                                                                | 2011                  | -                     |                 |              | Verzamelalbum |

### Singles
| Single met eventuele hitnotering(en) in de Nederlandse Top 40 | Datum van verschijnen | Datum van binnenkomst | Hoogste positie | Aantal weken | Opmerkingen |
| ------------------------------------------------------------- | --------------------- | --------------------- | --------------- | ------------ | ----------- |
| Whisky in the jar                                             | 1972                  | 17-03-1973            | 20              | 6            |             |
| Dancing in the moonlight                                      | 30-07-1977            | -                     | -               | -            |             |

| Single met hitnotering(en) in de Vlaamse Ultratop 50 | Datum van verschijnen | Datum van binnenkomst | Hoogste positie | Aantal weken | Opmerkingen                 |
| ---------------------------------------------------- | --------------------- | --------------------- | --------------- | ------------ | --------------------------- |
| Whisky in the jar                                    | 1973                  | -                     |                 |              | Nr. 21 in de Radio 2 Top 30 |

### NPO Radio 2 Top 2000
| Nummers met noteringen in de NPO Radio 2 Top 2000 | '99 | '00 | '01 | '02 | '03 | '04 | '05 | '06 | '07 | '08 | '09 | '10 | '11 | '12 | '13 | '14 | '15  | '16  | '17  | '18  | '19  | '20  | '21  | '22  | '23  | '24  |
| ------------------------------------------------- | --- | --- | --- | --- | --- | --- | --- | --- | --- | --- | --- | --- | --- | --- | --- | --- | ---- | ---- | ---- | ---- | ---- | ---- | ---- | ---- | ---- | ---- |
| Still in Love with You                            | -   | -   | -   | -   | -   | -   | -   | -   | -   | -   | -   | -   | -   | -   | -   | -   | -    | 1701 | 1682 | -    | -    | -    | -    | -    | -    | -    |
| The Boys Are Back in Town                         | -   | -   | -   | -   | -   | -   | -   | -   | -   | -   | -   | -   | -   | -   | -   | -   | 1075 | 1187 | 1360 | 1194 | 1225 | 1368 | 1360 | 1444 | 1457 | 1571 |
| Whiskey in the Jar                                | 268 | 258 | 477 | 486 | 376 | 431 | 457 | 488 | 652 | 480 | 478 | 558 | 521 | 583 | 505 | 574 | 703  | 714  | 839  | 1196 | 1029 | 1210 | 1124 | 1271 | 1357 | 1651 |

1. ↑  Een '-' betekent dat het nummer niet was genoteerd en een vetgedrukt getal geeft de hoogste notering van een nummer aan.